# Cynaeda
Cynaeda is een geslacht van vlinders van de familie van de grasmotten (Crambidae), uit de onderfamilie van de Odontiinae.

## Soorten
- Cynaeda acutalis Falck, Karsholt & Slamka, 2022
- Cynaeda affinis (Rothschild, 1915)
- Cynaeda albidalis (Hampson, 1913)
- Cynaeda allardalis (Oberthür, 1876)
- Cynaeda annuliferalis (Hampson, 1913)
- Cynaeda cobaini Korb, 2019
- Cynaeda croesusalis (Hampson, 1913)
- Cynaeda dentalis (Denis & Schiffermüller, 1775) — Gevlamde grasmot
- Cynaeda dichroalis (Hampson, 1903)
- Cynaeda distictalis (Hampson, 1913)
- Cynaeda escherichi (O. Hofmann, 1897)
- Cynaeda euprepialis (Hampson, 1913)
- Cynaeda forsteri Lattin, 1951
- Cynaeda furiosa Hampson, 1900
- Cynaeda fuscinervis (Hampson, 1896)
- Cynaeda gigantea (Staudinger, 1880)
- Cynaeda globuliferalis (Hampson, 1916)
- Cynaeda hilgerti (Rothschild, 1915)
- Cynaeda leucopsumis (Hampson, 1919)
- Cynaeda mardinalis (Staudinger, 1892)
- Cynaeda nepticulalis (O. Hofmann, 1897)
- Cynaeda obscura (Warren, 1892)
- Cynaeda pictalis (Hampson, 1913)
- Cynaeda plebejalis (Christoph, 1882)
- Cynaeda puralis (Gaede, 1917)
- Cynaeda pustulalis (Hübner, 1823)
- Cynaeda rebeli (Amsel, 1935)
- Cynaeda simillella (Rothschild, 1915)
- Cynaeda superba (Freyer, 1845)
- Cynaeda togoalis (Karsch, 1900)
- Cynaeda yaminalis (Oberthür, 1888)

### Status onduidelijk
- Noctuelia noctuelis Barnes & McDunnough, 1912
- Noctuelia undulosella Moore, 1878